# پاسکواله جیانوتی
پاسکواله جیانوتی (انگلیسی: Pasquale Giannotti؛ زادهٔ ۵ ژوئن ۱۹۹۹) بازیکن فوتبال است.
از باشگاه‌هایی که در آن بازی کرده‌است می‌توان به باشگاه فوتبال کروتونه اشاره کرد.